# Боґушинек
Боґушинек (пол. Boguszynek, нім. Boguschin Hauland) — село в Польщі, у гміні Нове-Място-над-Вартою Сьредського повіту Великопольського воєводства.
Населення — 258 осіб (2011).
У 1975-1998 роках село належало до Познанського воєводства.

## Демографія
Демографічна структура станом на 31 березня 2011 року:
|          | Загалом | Допрацездатний вік | Працездатний вік | Постпрацездатний вік |
| -------- | ------- | ------------------ | ---------------- | -------------------- |
| Чоловіки | 125     | 37                 | 81               | 7                    |
| Жінки    | 133     | 34                 | 76               | 23                   |
| Разом    | 258     | 71                 | 157              | 30                   |